# 大和ラジオ放送
大和ラジオ放送株式会社（やまとラジオほうそう）は、神奈川県大和市の一部地域を放送対象地域として超短波放送（FM放送）を営む特定地上基幹放送事業者である。
FMやまとの愛称でコミュニティ放送を行っている。

## 概要
1997年（平成9年）開局。
当初の本社・演奏所（スタジオ）は大和市大和南の三香ビルにあった。2016年（平成28年）に図書館・ホール等を備えた大和市文化創造拠点シリウスに移転した。1階スタジオは屋外から見えるオープンスタジオである。
送信所は大和市下鶴間の都市基盤整備公団住宅 コンフォール鶴間ライラック通り5号棟14階にあり、特定地上基幹放送局の呼出符号はJOZZ3AR-FM、呼出名称はエフエムやまと、周波数77.7MHz、空中線電力20Wで送信している。放送区域は大和市の一部地域。インターネット配信はJCBAインターネットサイマルラジオによる。
可聴範囲を大和市及び周辺地域（綾瀬市、海老名市、座間市、厚木市、相模原市、藤沢市、横浜市瀬谷区、泉区、旭区、戸塚区、町田市の一部）、可聴エリア人口は約136万7千人、世帯数は約56万8千世帯（2016年2月1日現在 大和ラジオ放送独自の調査による）と称している。
大和市とは災害情報の優先放送に関して協定を締結している。また、大和市役所では平日の正午から1時間、FMやまとの放送を全庁舎内で流している。

## 沿革
- 1996年（平成8年）11月1日 - 大和ラジオ放送株式会社設立[5]。
- 1997年（平成9年）
  - 4月8日 - 放送局（現・特定地上基幹放送局）の予備免許取得[4]。
  - 5月8日 - 放送局の免許取得[6][7]。
  - 5月9日 - 開局[7]。
- 1998年（平成10年）3月20日 - 大和市と「災害情報等の放送に関する協定」を締結[8]。
- 2007年（平成22年）1月 - 愛称を「FMやまと」とする。
- 2010年（平成22年）9月1日 - SimulRadioによるインターネット配信を開始。
- 2016年（平成28年）11月 - 本社・スタジオを大和市文化創造拠点シリウスに移転。
- 2017年（平成29年）7月1日 - インターネット配信をJCBAインターネットサイマルラジオに変更[9]。

## 番組
2008年（平成20年）5月12日より、平日朝・夕の各ワイド番組を日本語タイトルに変更するなど、『もしも　いつでも　FMやまと』をコンセプトに、地域情報をさらに重視した編成に変更した。
- あさばん!
- やまもり☆ホッとスクランブル
- スマイル♪
- 夕なびプラス!
- わくわくの7
- FRESH
- さんでー・あ・ら・もーど
- サンデー・アート・あわー
- つちやRYU'S BAR - 2020年8月で放送1000回を達成。他のコミュニティ局に番販ネットあり。
- 内田あゆみの おやすみゅーじっく
- 市政情報やまと（平日は1日3回放送） - 大和市役所で発行している「広報やまと」の情報を基に情報提供している。

### 過去の番組
- FM GOIGOI - tvkの「sakusaku」に「ご意見番」として出演していた「GOIGOI」こと金田真人が担当
- 朝ラジホッとモーニング
- MJの"11pm"
- ROOM'S （島田奈央子）
- アリスタ!
- 立川こしらのロンドンジャンクション
- 神奈川おへそハイスクール～高校生の番組だよ～
- スリジエStyle